# Instituto de Estudos da Linguagem da Unicamp
O Instituto de Estudos da Linguagem (IEL) é uma das unidades da Unicamp. Foi fundado em 1977 por Carlos Franchi. Rodolfo Ilari, Haquira Osakabe, Carlos Vogt, Antonio Candido e outros pesquisadores.
O Instituto é reconhecido pela produção acadêmica nas áreas de literatura, linguística e linguística aplicada, pela formação de professores para o ensino básico e, especialmente, pela Arcádia - uma série de mesas e bancos dispostos em torno de árvores no pátio central do instituto. A Arcádia é um tradicional ponto de encontro dos estudantes da Unicamp, sendo um importante espaço de convivência e repouso.
Dentro do IEL funciona o Centro de Convivência de Afásicos, uma instituição pioneira no tratamento de Afasia.

## Cursos oferecidos
Graduação
- Licenciatura em Letras - Português - integral (30 vagas) e noturno (30 vagas)
- Bacharelado em Linguística - integral (20 vagas)
- Bacharelado em Estudos Literários - integral (20 vagas)

Pós-Graduação
- Linguística
- Linguística Aplicada
- Teoria e História Literária
- Divulgação Científica e Cultural

## Revistas científicas
- Cadernos de Estudos Linguísticos, fundada em 1978.
- Remate de Males - revista de teoria e história literária, fundada em 1980.
- Trabalhos em Linguística Aplicada, fundada em 1983.
- LIAMES - Línguas Indígenas Americanas, fundada em 2001.
- Phaos - revista de estudos clássicos, fundada em 2001.